# محمد عبد القادر أفندي
شهزاده محمد عبد القادر أفندي (16 يناير 1878م - 16 مارس 1944م) هو خامس أبناء السلطان عبد الحميد الثاني سلطان الدولة العثمانية من زوجته بيدار قادين. وُلد في قصر يلدز في مدينة إسطنبول في 16 يناير 1878م. انتقل إلى بلغاريا بعد طرد السلالة العثمانية من تركيا، ثم توفي في صوفيا نتيجة اصابته بسكتة قلبية أثناء غارة جوية أيام الحرب العالمية الثانية وهو مدفون هناك. كان محمد عبد القادر عازفاً ماهراً للكمان وقد كان يعمل كعازف أول في إحدى الفرق الموسيقية أثناء تواجده في بودابست ثم انتقل بعد ذلك إلى بلغاريا وباع كل متاعه حتى الكمان، وأراد بوريس ملك بلغاريا مساعدته فأسند إليه وظيفة «قباني». وتوفي في سنة 1944م أثناء غارة في الحرب العالمية الثانية بسكتة قلبية بعد أن التجأ إلى أحد المخابئ.